# Svenska mästerskapen i friidrott 2006
Svenska mästerskapen i friidrott 2006 var uppdelat i
- SM terräng den 6 maj till 7 maj i Alingsås,
- SM maraton den 3 juni i Stockholm,
- SM lag den 21 juni på Tingvalla IP i Karlstad, arrangörsklubb IF Göta Karlstad,
- Stora SM den 14 till 16 juli på Sollentunavallen i Sollentuna
- SM mångkamp den 2 till 3 september i Falun,
- SM halvmaraton den 2 september i Stockholm (St Eriksloppet),
- SM stafett den 9 till 10 september på Studenternas IP i Uppsala

Tävlingen var det 111:e svenska mästerskapet i friidrott.

## Medaljörer, resultat

### Herrar
| Gren                     | Guld               | Guld                                                                  | Guld     | Silver              | Silver                                                           | Silver   | Brons              | Brons                                                             | Brons    |
| 100 meter                | Daniel Persson     | Malmö AI                                                              | 10,78    | Johan Engberg       | IF Göta                                                          | 10,80    | Stefan Tärnhuvud   | Sundsvalls FI                                                     | 10,87    |
| 200 meter                | Johan Wissman      | IFK Helsingborg                                                       | 20,54    | Stefan Tärnhuvud    | Sundsvalls FI                                                    | 21,35    | Per Strandquist    | Malmö AI                                                          | 21,39    |
| 400 meter                | Fredrik Johansson  | IF Göta                                                               | 46,86    | Thomas Nikitin      | Spårvägens FK                                                    | 47,03    | Joni Jaako         | GoIF Tjalve                                                       | 47,93    |
| 800 meter                | Mattias Claesson   | Hässelby SK                                                           | 1.53,63  | Rickard Pell        | Hammarby IF                                                      | 1.53,78  | Fredrik Karlsson   | Hammarby IF                                                       | 1.53,89  |
| 1 500 meter              | Joel Bodén         | Hälle IF                                                              | 3.47,08  | Rizak Dirshe        | Malmö AI                                                         | 3.47,48  | Johan Wallerstein  | Malmö AI                                                          | 3.49,44  |
| 5 000 meter              | Oskar Käck         | IF Hagen                                                              | 14.05,28 | Henrik Skoog        | Spårvägens FK                                                    | 14.06,50 | Henrik Ahnström    | Hälle IF                                                          | 14.17,85 |
| 10 000 meter             | Mats Granström     | Eksjö Södra IF                                                        | 30.22,56 | Said Regragui       | Hässelby SK                                                      | 30.23,56 | Oskar Käck         | IF Hagen                                                          | 30.31,69 |
| Halvmaraton              | Erik Sjöqvist      | Enhörna IF                                                            | 1:06.24  | Said Regragui       | Hässelby SK                                                      | 1:07.36  | Lars Johansson     | Brittatorp TK                                                     | 1:08.08  |
| Maraton                  | Kent Claesson      | Spårvägens FK                                                         | 2:22.23  | Said Regragui       | Hässelby SK                                                      | 2:25.01  | Patrik Gustafson   | Brittatorp TK                                                     | 2:25.26  |
| 4 km terräng             | Henrik Skoog       | Spårvägens FK                                                         | 11.30    | Rizak Dirshe        | Malmö AI                                                         | 11.44    | Henrik Ahnström    | Hälle IF                                                          | 11.49    |
| 12 km terräng            | Henrik Skoog       | Spårvägens FK                                                         | 37.08    | Henrik Ahnström     | Hälle IF                                                         | 37.42    | Lars Johansson     | Brittatorp TK                                                     | 38.06    |
| 4 km terräng lagtävling  | Hälle IF           | Henrik Ahnström, Joel Bodén, Joakim Johansson                         | 35,41    | Spårvägens FK       | Henrik Skoog, Jörgen Johansson, Alexander Söderberg              | 35,46    | Hässelby SK        | Said Regragui, Rachid Benjira, Mounir El Guerouaoui               | 36,02    |
| 12 km terräng lagtävling | Hälle IF           | Henrik Ahnström, Erik Öhlund, Joakim Johansson                        | 1:55,24  | Hässelby SK         | Said Regragui, Rachid Benjira, Mounir El Guerouaoui              | 1:55,26  | Spårvägens FK      | Henrik Skoog, Andreas Carlborg, Jörgen Johansson                  | 1:56,03  |
| 110 meter häck           | Robert Kronberg    | IF Kville                                                             | 13,90    | Joakim Blaschke     | KA 2 IF                                                          | 14,23    | Christian Sjöberg  | Mariestads AIF                                                    | 14,82    |
| 400 meter häck           | Henrik Encke       | Hässelby SK                                                           | 51,58    | Daniel Almgren      | Hässelby SK                                                      | 52,93    | Niklas Larsson     | Hässelby SK                                                       | 53,15    |
| 3 000 meter hinder       | Mustafa Mohamed    | Hälle IF                                                              | 8.34,85  | Henrik Ahnström     | Hälle IF                                                         | 8.47,94  | Per Jacobsen       | IF Göta                                                           | 8.57,24  |
| 4 x 100 meter            | Spårvägens FK      | Aristide Bamane, Martin Skeppstedt, Mattias Sunneborn, Thomas Nikitin | 41,83    | Hässelby SK         | Edmund Yeboah, Daniel Almgren, Niklas Larsson, Rasmus Olofsson   | 41,91    | Malmö AI           | Martin Hajdu, Per Strandquist, Daniel Persson, Vuk Djekic         | 42,11    |
| 4 x 400 meter            | Hässelby SK, lag 1 | Niklas Larsson, Daniel Almgren, Tor Pöllänen, Mattias Claesson        | 3.12,42  | Spårvägens FK       | Andrus Klaar, Karim Mohammadi, Mattias Sunneborn, Thomas Nikitin | 3.14,07  | Hässelby SK, lag 2 | Mario Krestalica, Rasmus Olofsson, Yngve Forslin, Albin Johansson | 3.19,54  |
| 4 x 800 meter            | Hässelby SK, lag 1 | Andreas Rehnborg, Tor Pöllänen, Albin Johansson, Mattias Claesson     | 7.37,80  | Malmö AI            | Göran Olofsson, Ken Pihlblad, Erik Emilsson, Rizak Dirshe        | 7.38,80  | Hammarby IF        | Johan Klinteskog, Joakim Löfwing, Fredrik Karlsson, Rickard Pell  | 7.41,81  |
| 4 x 1 500 meter          | Malmö AI           | Erik Emilsson, Ken Pihlblad, Johan Wallerstein, Rizak Dirshe          | 15.46,58 | Hammarby IF         | Rickard Pell, Thobias Ekhamre, Olle Walleräng, Joakim Löfwing    | 15.51,00 | Turebergs FK       | Daniel Lundgren, John Laselle, John Lindström, Jonas Dufwenberg   | 16.08,20 |
| Höjdhopp                 | Stefan Holm        | Kils AIK                                                              | 2,27     | Staffan Strand      | Hässelby SK                                                      | 2,25     | Joel Spolén        | Örgryte IS                                                        | 2,17     |
| Stavhopp                 | Alhaji Jeng        | Örgryte IS                                                            | 5,70     | Jesper Fritz        | Malmö AI                                                         | 5,60     | Oscar Janson       | Ullevi FK                                                         | 5,55     |
| Längdhopp                | Christian Olsson   | Örgryte IS                                                            | 7,46     | David Frykholm      | IF Göta                                                          | 7,45     | Christian Antivilo | Trångsvikens IF                                                   | 7,35     |
| Tresteg                  | Anders Sjöström    | Mölndals AIK                                                          | 15,63    | Erik Eriksson       | Örbyhus IF                                                       | 15,44    | Johan Attersand    | Hammarby IF                                                       | 15,39    |
| Kula                     | Jimmy Nordin       | Gefle IF                                                              | 18,81    | Niklas Arrhenius    | Spårvägens FK                                                    | 18,07    | Magnus Lohse       | Mölndals AIK                                                      | 18,03    |
| Diskus                   | Niklas Arrhenius   | Spårvägens FK                                                         | 60,46    | Robert Melin        | Bottnaryds IF                                                    | 53,99    | Staffan Jönsson    | Hässelby SK                                                       | 53,90    |
| Slägga                   | Bengt Johansson    | Västerås FK                                                           | 70,68    | Mattias Jons        | Hässelby SK                                                      | 70,19    | Robert Alneroth    | Gefle IF                                                          | 61,29    |
| Spjut                    | Magnus Arvidsson   | KA 2 IF                                                               | 80,43    | Daniel Ragnvaldsson | IFK Strömsund                                                    | 77,81    | Andreas Wulff      | IFK Växjö                                                         | 66,43    |
| Tiokamp                  | Daniel Almgren     | Hässelby SK                                                           | 7 207    | Lasse Ohtamaa       | Väsby IK                                                         | 7 056    | Rasmus Olofsson    | Hässelby SK                                                       | 6 829    |
| Lagtävling               | Hässelby SK        | -                                                                     | 78       | IF Göta             | -                                                                | 72       | Spårvägens FK      | -                                                                 | 72       |

### Damer
| Gren                    | Guld                      | Guld                                                             | Guld     | Silver                   | Silver                                                               | Silver   | Brons                     | Brons                                                                      | Brons    |
| 100 meter               | Daniela Lincoln Saavedra  | Malmö AI                                                         | 11,82    | Emma Rienas              | IF Göta                                                              | 11,84    | Jenny Kallur              | Falu IK                                                                    | 11,98    |
| 200 meter               | Lena (Udd) Aruhn          | Ume FI                                                           | 23,87    | Emma Rienas              | IF Göta                                                              | 24,00    | Malin Ström               | Bollnäs FK                                                                 | 24,36    |
| 400 meter               | Beatrice Dahlgren         | Mölndals AIK                                                     | 53,91    | Lena (Udd) Aruhn         | Ume FI                                                               | 53,97    | Jessica Samuelsson        | Hässelby SK                                                                | 54,40    |
| 800 meter               | Therese Ahlepil           | Rånäs 4H                                                         | 2.09,36  | Frida Flodström          | Turebergs FK                                                         | 2.09,46  | Johanna Hallberg          | Hässelby SK                                                                | 2.09,48  |
| 1 500 meter             | Ulrika Johansson (Flodin) | Rånäs 4H                                                         | 4.18,75  | Flo Jonsson              | Spårvägens FK                                                        | 4.18,95  | Madeleine Larsson         | Hässelby SK                                                                | 4.23,55  |
| 5 000 meter             | Anneli Fransson           | Rånäs 4H                                                         | 16.45,34 | Lisa Blommé              | Hässelby SK                                                          | 16.47,91 | Karin Sennvall            | Hässelby SK                                                                | 16.49,87 |
| 10 000 meter            | Lisa Blommé               | Hässelby SK                                                      | 34.46,34 | Anneli Fransson          | Rånäs 4H                                                             | 34.47,44 | Jenny Johannesson         | Hässelby SK                                                                | 34.51,39 |
| Halvmaraton             | Anna Rahm                 | Rånäs 4H                                                         | 1:15.26  | Lena Gavelin             | Trångsvikens IF                                                      | 1:16.54  | Anna von Schenck          | Hässelby SK                                                                | 1:17.16  |
| Maraton                 | Anna Rahm                 | Rånäs 4H                                                         | 2:36.37  | Lisa Blommé              | Hässelby SK                                                          | 2:44.56  | Helena Olofsson           | Rånäs 4H                                                                   | 2:48.40  |
| 4 km terräng            | Ida Nilsson               | Högby IF                                                         | 13.19    | Linda Ström              | Hässelby SK                                                          | 13,29    | Lisa Blommé               | Hässelby SK                                                                | 13,30    |
| 8 km terräng            | Linda Ström               | Hässelby SK                                                      | 28.21    | Christin Johansson       | IF Kville                                                            | 28.29    | Anna Rahm                 | Rånäs 4H                                                                   | 28.37    |
| 4 km terräng lagtävling | Hässelby SK               | Linda Ström, Lisa Blommé, Jenny Johannesson                      | 41.19    | Rånäs 4H                 | Anna Rahm, Anneli Fransson, Hanna Holst                              | 42.25    | Spårvägens FK             | Flo Jonsson, Annika Gerner, Anja Lindberg                                  | 42.31    |
| 8 km terräng lagtävling | Hässelby SK               | Linda Ström, Lisa Blommé, Anna von Schenck                       | 1:26.11  | Rånäs 4H                 | Anna Rahm, Anneli Fransson, Helena Olofsson                          | 1:28.02  | IF Kville                 | Christin Johansson, Katarina Johansson, Cecilia Fager                      | 1:30.33  |
| 100 meter häck          | Jenny Kallur              | Falu IK                                                          | 13,41    | Carolina Klüft           | IFK Växjö                                                            | 13,70    | Johanna Sjöström          | Västerås FK                                                                | 14,19    |
| 400 meter häck          | Anneli Melin              | IFK Helsingborg                                                  | 57,76    | Erica Mårtensson         | IF Göta                                                              | 57,76    | Louise Gundert            | IFK Lidingö                                                                | 58,80    |
| 3 000 meter hinder      | Ebba Stenbäck             | Söderköpings FIK                                                 | 10.12,70 | Linda Ström              | Hässelby SK                                                          | 10.32,98 | Lena Örn                  | SoIK Hellas                                                                | 10.37,97 |
| 4 x 100 meter           | IF Göta                   | Emma Björkman, Emma Rienas, Elin Lundqvist, Erica Mårtensson     | 46,85    | Malmö AI                 | Natalie Jägerdal, Caroline Bertheau, Pernilla Tornemark, Nina Runvik | 47,23    | Ullevi FK                 | Karin Moen, Therese Bohlén-Kinn, Hanna Nilsson, Linda Luts                 | 48,56    |
| 4 x 400 meter           | IF Göta                   | Therese Gustafsson, Emma Rienas, Emma Björkman, Erica Mårtensson | 3.42,70  | Hässelby SK              | Elin Andersson, Jessica Samuelsson, Louise Martin, Johanna Hallberg  | 3.43,38  | Täby IS                   | Mikaela Grahm, Carolina Nylén, Helene Nordquist (Bourdin), Caroline Enberg | 3.44,26  |
| 4 x 800 meter           | Hässelby SK               | Magdalena Ottersten, Kajsa Haglund, Elin Wiik, Johanna Hallberg  | 8.50,70  | Spårvägens FK            | Ann-Sofie Landström, Marlin Brown, Lena Melbäck, Flo Jonsson         | 9.01,32  | Falu IK                   | Jenny Sjöström, Emmy Ströberg, Lisa Forsberg, Linda Olsson                 | 9.07,09  |
| 3 x 1 500 meter         | Hässelby SK               | Christina Lindblom, Kajsa Haglund, Madeleine Larsson             | 13.45,91 | Spårvägens FK, lag 1     | Marlin Brown, Lena Melbäck, Flo Jonsson                              | 13.57,25 | Spårvägens FK, lag 2      | Ann-Sofie Landström, Anja Lindberg, Annika Gerner                          | 14.23,85 |
| Höjdhopp                | Kajsa Bergqvist           | Turebergs FK                                                     | 2,04     | Emma Green               | Örgryte IS                                                           | 1,89     | Erika Wiklund (Kinsey)    | Trångsvikens IF                                                            | 1,83     |
| Stavhopp                | Linda Persson (Berglund)  | IFK Växjö                                                        | 4,31     | Maria Rendin             | Örgryte IS                                                           | 4,26     | Hanna-Mia Persson         | Örgryte IS                                                                 | 4,20     |
| Längdhopp               | Carolina Klüft            | IFK Växjö                                                        | 6,46     | Daniela Lincoln Saavedra | Malmö AI                                                             | 6,46     | Erica Wall                | Söderhamns IF                                                              | 6,04     |
| Tresteg                 | Camilla Johansson         | IFK Växjö                                                        | 13,50    | Sara Brankell            | Mölndals AIK                                                         | 12,96    | Anna Göransdotter Nilsson | Umedalens IF                                                               | 12,80    |
| Kula                    | Helena Engman             | Riviera FI                                                       | 16,17    | Linda Nestorsson         | Ullevi FK                                                            | 16,06    | Linda-Marie Mårtensson    | Hässelby SK                                                                | 15,87    |
| Diskus                  | Anna Söderberg            | Ullevi FK                                                        | 60,65    | Maria Pettersson         | Ullevi FK                                                            | 52,25    | Annika Larsson            | Gefle IF                                                                   | 51,92    |
| Slägga                  | Cecilia Nilsson           | Råby-Rekarne FIF                                                 | 66,87    | Tracey Andersson         | IFK Trelleborg                                                       | 64,875   | Karolina Pedersen         | Ullevi FK                                                                  | 61,55    |
| Spjut                   | Ellinor Widh              | IK Pallas                                                        | 50,34    | Annika Petersson         | Gefle IF                                                             | 50,14    | Marléne Lindström         | Ununge IF                                                                  | 49,60    |
| Sjukamp                 | Jennie Hurkmans           | Turebergs FK                                                     | 4 911    | Marie Barenfeld          | IFK Växjö                                                            | 4 839    | Johanna Höglund           | Upsala IF                                                                  | 4 486    |
| Lagtävling              | IF Göta                   | -                                                                | 77       | IFK Växjö                | -                                                                    | 70       | Hässelby SK               | -                                                                          | 65       |

### Fotnoter
1. ↑  ”Resultatarkiv hos friidrott.se”. friidrott.se. Arkiverad från originalet den 10 juni 2015. https://web.archive.org/web/20150610131428/http://www.friidrott.se/rs/resultat.aspx?year=2006&type=2. Läst 19 april 2013.
2. 1 2 3 4 5 6 7 8  ”Stora SM 2006, dag 1”. turebergfriidrott.se. http://turebergfriidrott.se/statistik/SM2006/2006_resfred.htm. Läst 19 april 2013.
3. 1 2 3 4 5 6 7 8 9 10 11 12 13 14  ”Stora SM 2006, dag 3”. turebergfriidrott.se. http://turebergfriidrott.se/statistik/SM2006/2006_ressond.htm. Läst 19 april 2013.
4. 1 2 3 4 5 6 7 8 9 10 11 12 13 14  ”Stora SM 2006, dag 2”. turebergfriidrott.se. Arkiverad från originalet den 10 juni 2015. https://web.archive.org/web/20150610133650/http://turebergfriidrott.se/statistik/SM2006/2006_reslord.htm. Läst 19 april 2013.
5. 1 2  ”SM halvmarathon 2006”. marathon.se. http://registration.marathon.se/ResultList.aspx?LanguageCode=sv&RaceId=20. Läst 1 juni 2016.
6. 1 2  ”SM i marathon 2006”. marathon.se. http://registration.marathon.se/ResultList.aspx?LanguageCode=sv&RaceId=51. Läst 1 juni 2016.
7. 1 2 3 4 5 6 7 8  ”Terräng-SM 2006”. bahnhof.se. Arkiverad från originalet den 5 mars 2016. https://web.archive.org/web/20160305013501/http://privat.bahnhof.se/wb410921/hemlingbylk/resultat_terrang-sm_2006_senior.htm. Läst 1 juni 2016.
8. 1 2 3 4 5 6 7 8  ”Stafett-SM 2006”. idrottonline.se. Arkiverad från originalet den 10 juni 2015. https://web.archive.org/web/20150610132850/http://www2.idrottonline.se/ImageVaultFiles/id_35895/cf_359/2006StafettSM.pdf. Läst 19 april 2013.
9. 1 2  ”SM i mångkamp 2006”. Arkiverad från originalet den 28 mars 2007. https://web.archive.org/web/20070328045417/http://www.faluik.se/resultat/2006/mangkamp.htm. Läst 25 mars 2015.
10. 1 2  ”Lag-SM 2006”. ifgota.se. http://www.ifgota.se/result/Uploaded/Poang_mok.html. Läst 19 april 2013.